# GeSbTe
GeSbTe (germani-antimoni-tel·li o GST) és un material de canvi de fase del grup de vidres de calcogenur, destacat per la seva aplicació en discs òptics reescrivibles i aplicacions de memòria de canvi de fase. Aquest material presenta una capacitat notable per canviar ràpidament d'estat —coneguda com temps de recristal·lització— que s'estableix en 20 nanosegons, la qual cosa permet escriure dades a velocitats de bits de fins a 35 Mbit/s i pot suportar fins a 106 cicles de sobreescritura. És adequat per a formats d'enregistrament land-groove. Sovint s'utilitza en DVD regravables. Són possibles noves memòries de canvi de fase mitjançant semiconductors GeSbTe dopats n. El punt de fusió de l'aliatge és d'uns 600 °C (900 K) i la temperatura de cristal·lització està entre 100 i 150 °C.
Durant l'escriptura, el material s'esborra, s'inicia en el seu estat cristal·lí, amb una irradiació làser de baixa intensitat. El material s'escalfa fins a la seva temperatura de cristal·lització, però no el seu punt de fusió, i cristal·litza. La informació s'escriu en la fase cristal·lina, escalfant-ne punts amb polsos làser curts (<10 ns) d'alta intensitat; el material es fon localment i es refreda ràpidament, quedant-se en la fase amorfa. Com que la fase amorfa té menor reflectivitat que la fase cristal·lina, les dades es poden registrar com a taques fosques al fons cristal·lí. Recentment, s'han desenvolupat i utilitzats nous precursors líquids d'organogermani, com ara l'isobutilgerman (IBGe) i el tetrakis (dimetilamino)german (TDMAGe) juntament amb els metalls orgànics de l'antimoni i el tel·luri., com ara el tris-dimetilamino antimoni (TDMASb) i el telurur de di-isopropil (DIPTe) respectivament, per fer créixer GeSbTe i altres pel·lícules de calcogenur de molt alta puresa per deposició de vapor químic metal-orgànic (MOCVD). El triclorur de dimetilaminogermani (DMAGeC) també s'informa com el precursor superior de dimetilaminogermani que conté clorur per a la deposició de Ge per MOCVD.

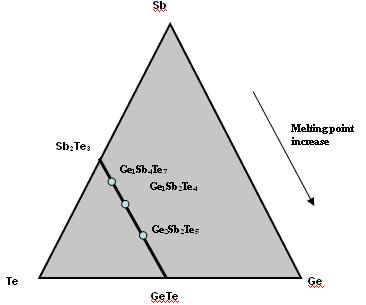
Diagrama de fases del sistema d'aliatge ternari GeSbTe

## Propietat del material
GeSbTe és un compost ternari de germani, antimoni i tel·luri, amb composició GeTe-SbTe3. Al sistema GeSbTe, hi ha una pseudolínia, com es mostra, sobre la qual es troben la majoria dels aliatges. Desplaçant-se per aquesta pseudolínia, es pot veure que a mesura que passem de Sb2Te3 a GeTe, el punt de fusió i la temperatura de transició vítrea dels materials augmenten, la velocitat de cristal·lització disminueix i la retenció de dades augmenta. Per tant, per obtenir una alta velocitat de transferència de dades, hem d'utilitzar material amb una velocitat de cristal·lització ràpida com Sb2Te 3. Aquest material no és estable a causa de la seva baixa energia d'activació. D'altra banda, materials amb bona estabilitat amorfa com GeTe tenen una velocitat de cristal·lització lenta a causa de la seva alta energia d'activació. En el seu estat estable, el GeSbTe cristal·lí té dues configuracions possibles: una xarxa hexagonal i una xarxa cúbica centrada en cara metaestable (FCC). Tanmateix, quan es cristal·litza ràpidament, es va trobar que tenia una estructura de sal roca distorsionada. GeSbTe té una temperatura de transició vítrea d'uns 100 °C. GeSbTe també té molts defectes de vacant a la gelosia, del 20 al 25% depenent del compost específic de GeSbTe. Per tant, Te té un parell d'electrons solitaris addicionals, que són importants per a moltes de les característiques de GeSbTe. Els defectes de cristall també són habituals en GeSbTe i, a causa d'aquests defectes, es forma una cua d'Urbach a l'estructura de la banda en aquests compostos. GeSbTe és generalment de tipus p i hi ha molts estats electrònics a la bretxa de banda que representen trampes com l'acceptador i el donant. GeSbTe té dos estats estables, cristal·lí i amorf. El mecanisme de canvi de fase de la fase amorfa d'alta resistència a la fase cristal·lina de baixa resistència en nanoescala de temps i la commutació de llindar són dues de les característiques més importants de GeSbTe.

## Aplicacions a la memòria de canvi de fase

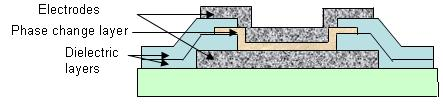
Una imatge que mostra l'estructura típica d'un dispositiu de memòria de canvi de fase

La característica única que fa que la memòria de canvi de fase sigui útil com a memòria és la capacitat d'efectuar un canvi de fase reversible quan s'escalfa o es refreda, canviant entre estats estables amorfs i cristal·lins. Aquests aliatges tenen una alta resistència en estat amorf '0' i són semimetalls en estat cristal·lí '1'. En estat amorf, els àtoms tenen un ordre atòmic de curt abast i una baixa densitat d'electrons lliures. L'aliatge també té una alta resistivitat i energia d'activació. Això el distingeix de l'estat cristal·lí amb baixa resistivitat i energia d'activació, ordre atòmic de llarg abast i alta densitat d'electrons lliures. Quan s'utilitza a la memòria de canvi de fase, l'ús d'un pols elèctric curt i d'alta amplitud de manera que el material arribi al punt de fusió i que s'apaga ràpidament canvia el material de la fase cristal·lina a la fase amorfa s'anomena àmpliament com a corrent RESET i l'ús d'un corrent relativament més llarg i baix. El pols elèctric d'amplitud de tal manera que el material només arriba al punt de cristal·lització i el temps donat per cristal·litzar permetent el canvi de fase d'amorf a cristal·lí es coneix com a corrent SET.
Els primers dispositius eren lents, consumien energia i es van trencar fàcilment a causa dels grans corrents. Per tant, no va tenir èxit, ja que la SRAM i la memòria flash es van fer càrrec. A la dècada de 1980, però, el descobriment del germani-antimoni-tel·li (GeSbTe) va significar que la memòria de canvi de fase necessitava ara menys temps i poder per funcionar. Això va donar lloc a l'èxit del disc òptic reescrivible i va crear un interès renovat per la memòria de canvi de fase. Els avenços en la litografia també van fer que el corrent de programació anteriorment excessiu s'hagi tornat molt més petit a mesura que es redueix el volum de GeSbTe que canvia de fase.
La memòria de canvi de fase té moltes qualitats de memòria gairebé ideals, com ara la no volatilitat, la velocitat de commutació ràpida, una gran resistència de més de 10 13 cicles de lectura i escriptura, lectura no destructiva, sobreescriptura directa i un llarg temps de retenció de dades de més de 10 anys. L'únic avantatge que la distingeix d'altres memòries no volàtils de nova generació com la memòria magnètica d'accés aleatori (MRAM) és l'avantatge d'escala únic de tenir un millor rendiment amb mides més petites. Per tant, el límit al qual es pot escalar la memòria de canvi de fase està limitat per la litografia almenys fins a 45 nm. Així, ofereix el major potencial per aconseguir cèl·lules de densitat de memòria ultra alta que es poden comercialitzar.Tot i que la memòria de canvi de fase ofereix moltes promeses, encara hi ha alguns problemes tècnics que cal resoldre abans que pugui arribar a una densitat ultra alta i comercialitzar-la. El repte més important per a la memòria de canvi de fase és reduir el corrent de programació al nivell que sigui compatible amb el corrent mínim d'accionament del transistor MOS per a la integració d'alta densitat. Actualment, el corrent de programació a la memòria de canvi de fase és substancialment elevat. Aquest alt corrent limita la densitat de memòria de les cèl·lules de memòria de canvi de fase, ja que el corrent subministrat pel transistor no és suficient a causa del seu elevat requeriment de corrent. Per tant, l'avantatge d'escala únic de la memòria de canvi de fase no es pot utilitzar completament.